# Egentliga Finlands tingsrätt

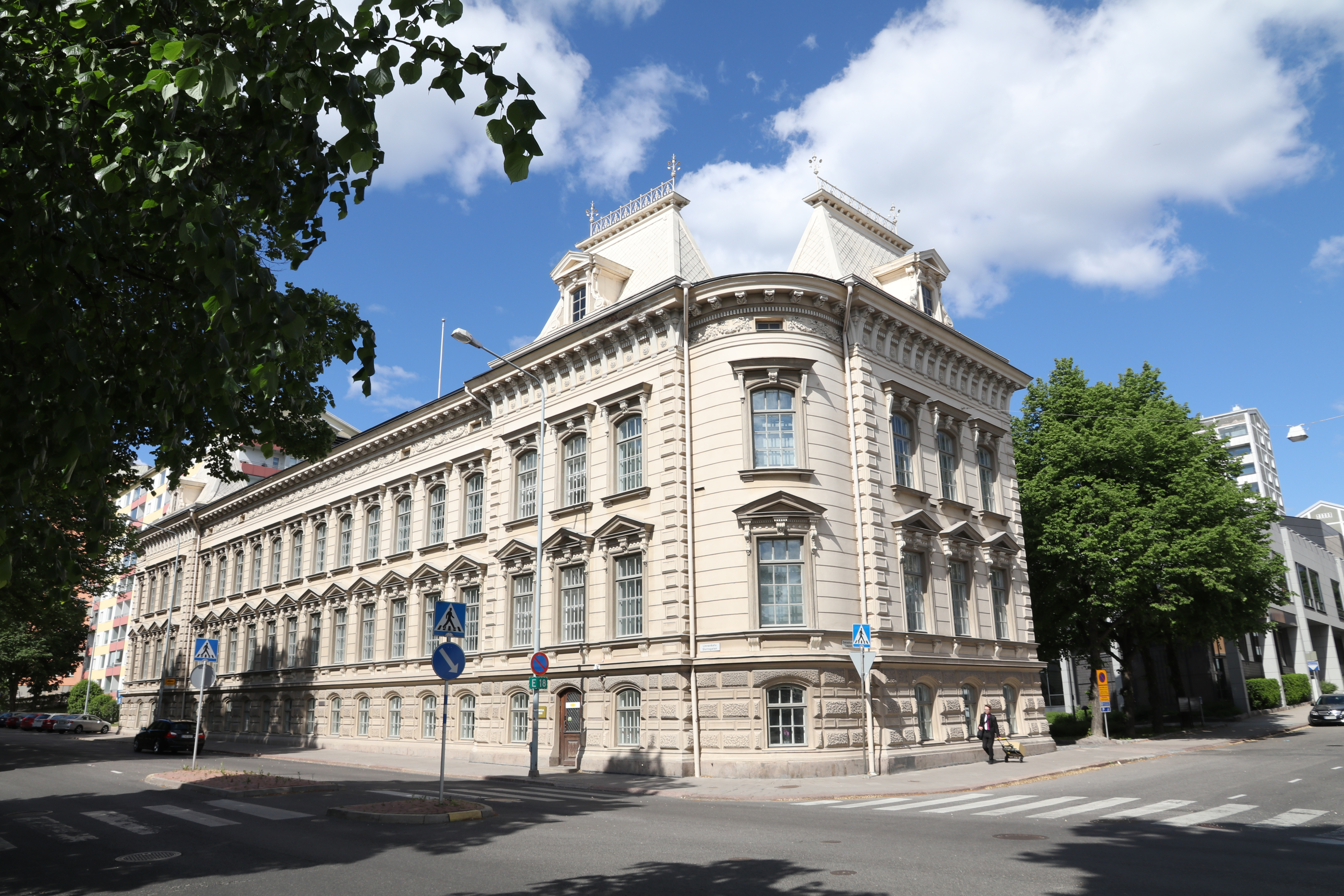
Åbo rättcentrum

Egentliga Finlands tingsrätt (finska: Varsinais-Suomen käräjäoikeus) är en tingsrätt i Finland som lyder under Åbo hovrätt. Tingsrättens domkrets omfattar alla kommuner i Egentliga Finlands landskap. Egentliga Finlands tingsrätt grundades år 2010 i samband med en riksomfattande tingsrättsreform.
Egentliga Finlands tingsrätt har sitt huvudkontor i Åbo och en sammaträdesplats i Salo.

## Domkrets

Landskapet Egentliga Finlands läge i Finland.

Följande kommuner tillhör till domkretsen i Egentliga Finlands tingsrätt:

- Aura kommun
- Gustavs
- Kimitoön
- Koskis (Åbl)
- Letala
- Lundo
- Loimaa
- Masko
- Nousis
- Nystad
- Nådendal
- Oripää
- Pargas
- Pemar
- Pyhäranta
- Pöytis
- Reso
- Rusko
- Sagu
- Salo
- Somero
- S:t Karins
- S:t Mårtens
- Tövsala
- Vemo
- Virmo
- Åbo